# Jacobs Nunatak
Jacobs Nunatak är en nunatak i Antarktis. Den ligger i Östantarktis. Australien gör anspråk på området. Toppen på Jacobs Nunatak är 2 407 meter över havet.
Terrängen runt Jacobs Nunatak är platt åt sydväst, men åt nordost är den kuperad. Trakten är obefolkad. Det finns inga samhällen i närheten.